# South Park: A kövérség véget ér
A South Park: A kövérség véget ér (eredeti cím: South Park: The End of Obesity a South Park című amerikai animációs sorozat különkiadása, mely a Paramount+ streamingszolgáltató kínálatában jelent meg, és összességében a sorozat 328. epizódja. 2024. május 24-én mutatták be az Egyesült Államokban. Magyarországon a SkyShowtime mutatta be 2024. november 1-jén, magyar szinkronnal.
Az epizód a szemaglutid alapú fogyasztószerek hírességek által történő feldícsérését szatirizálja, valamint a cukoripart, Lizzo előadóművészt, és általánosságban az amerikai egészségügyi rendszert.

## Cselekmény
A nyitó képsorokban látható felhívás szerint a következő képsorokon hallható, ahogy fogyasztószert fecskendeznek Trey Parker hasába.
Eric Cartmannel és az anyjával, Liane-nel közli egy orvos, hogy a fiú elhízása komoly egészségügyi kockázatot jelent. Mikor Liane közli, hogy az étrendváltoztatás és a testmozgás semmit sem használt, az orvos a szemaglutidot ajánlja figyelmébe, mint hatásos fogyasztószert. Cartman máris elkezd róla fantáziálni, hogy soványan gátlástalan módon beszólogathat mindenkinek, és senki nem fogja amiatt piszkálni, hogy kövér, és még Pakisztánt is lealázhatja. Csakhogy az egészségbiztosító kizárólag cukorbetegeknek hajlandó finanszírozni ezt a szert, Liane pedig a saját fizetéséből nem tudja kifizetni. Az orvos ezért receptre írja fel Cartmannek Lizzo zenéinek a hallgatását, aki arról énekel, hogy hogyan érezhetjük magunkat jól a bőrünkben.
Cartman nagyon csalódott lesz emiatt, és ezt látva Kyle és Butters elhatározzák, hogy segítenek neki. A biztosító azonban csak addig egy csillogó-villogó hely, amíg ők akarnak oda pénzt betenni, onnantól kezdve, hogy a támogatásukat akarják megszerezni, hirtelen átküldik őket egy lepukkant irodába, ahonnan aztán körbe-körbe küldözgetik őket az amerikai egészségügyi bürokrácia útvesztőiben.Végül úgy döntenek, hogy inkább megcsinálják a szert maguk, ugyanis tudnak szerezni Indiából nyers szemaglutid port és azt összekeverik helyi biosztatikus vízzel. A trükkhöz Stan és Kenny is csatlakoznak.
Eközben Randy Marsh megfigyeli, hogy városszerte egyre több anya kezd el topot hordani, hogy megmutassa a kockás hasát a fogyás után (ami egy visszetérő geg az epizódban). Mikor meglátják, hogy Randy is felveszi a lányáét (amit igazából csak azért csinál, hogy megszégyenítse, hogy konzervatívabb módon öltözködjön), a nők meghívják egy szemaglutid-buliba. Randy is elkezdi szedni, amit egyfajta partidrogként adagol magának, amitől étvágytalan lesz, de nem lesz másnapos sem, emiatt azonban a felesége, Sharon gyanakodni kezd. Randy letagadja, hogy fogyasztószerrel élne, mire Sharon is aggódni kezd a saját súlya miatt. Elkezdi ő is Lizzót hallgatni, ami egy megfizethető gyógymódként van reklámozva, olyan mellékhatásokkal, mint például hogy a használója a fülén keresztül kezd el székelni. Miután rajta is kijön, az orvos szerint "cukorfülkóros" lett, ami kizárólag a füleit érinti, és így jogosulttá válik arra, hogy neki is szemaglutidot írjanak fel.
Miután a fiúk által előállított szemaglutid beválni látszik Cartmannél (habár igazából alig eszik kevesebbet, mint korábban, és mindenféle ételeket borít egybe és eszik meg), Kyle azt tervezi, hogy mindenki számára elérhetővé teszi, aki nem tudja megengedni magának. Ez a fülébe jut a cukoriparnak, amit egy drogkartellként ábrázolnak, amit a különféle gabonapelyhek és édességek kabalafigurái alkotnak. A kormányzat döntése miatt a szemaglutid hiánycikké válik, ezért Randy és a nők gyógyszertárakat kezdenek el fosztogatni, majd később Kyle-ékat is. Mikor a kabalafigurák magukat pozitív testkép-aktivistának kiadva lerohanják és tönkreteszik az indiai gyárat, elfogy a fiúk alapanyaga is.
Kyle talál egy teherautónyi szemaglutid port Észak-Karolinában, amit meg is vesz, de Randy és az anyák elrabolják azt. Randy rájön, ahogy amit az anyák tesznek, az nem helyes, így nélkülük viszi azt el. Hatalmas autósüldözés kezdődik, a fiúk, az anyák és a kabalafigurák részvételével. Kenny meghal, de Randy és a fiúk el tudnak menekülni. A teherautóban azonban nincs más, csak egy biztosítási ügynök, aki elmondja, hogy az egészségbiztosító szerződésben áll az alapanyag-ellátóval - így aztán újabb pokoljárásuk kezdődk az amerikai egészségügyi rendszerben.
Mielőtt Sharon először beinjekciózná magát, Randy megállítja, és bevallja neki az igazat. Meglepődik, hogy Sharon együttérez vele, és megdícsérve a nejét közli vele, hogy ő nem szeretné, hogy megváltozzon. Miután mindketten egyetértenek abban, hogy a szemaglutid rossz dolog, elmennek egy szállodába, ahol MDMA-zni kezdenek, mint régen az egyetemen. Közben az iskolában Kyle egy beszédet tart a kövér emberek megszégyenítésének káros voltáról, amit pozitívan fogadnak. Cartman ezen felbátorodva nekilát, hogy megvalósítsa az álmát és mindenkit elkezdjen sértegetni anélkül, hogy a testsúlyára megjegyzést tehetnének, és képes egészen Pakisztánig elmenni ezért.

## Kulturális utalások, kontextus
A nyitójelenet a 2004-es "Holtak hajnala" című filmet parodizálja, valamint Johnny Cash "The Man Comes Around" című dalát, ami az ominózus filmben is hallható.
Maga az epizód különösen az Ozempic nevű gyógyszer használata körüli problémákkal foglalkozik, amit eredetileg cukorbetegek kezelésére fejlesztettek ki, ennek ellenére varázslatos fogyasztószerként használják.
Az előadóművész Lizzót is kifigurázzák az epizódban, és még egy gyógyszerreklámot is kapott. Az epizód bemutatása után maga Lizzo is reagált és nemtetszésének adott hangot.
Habár az epizód érinti a cukorbetegség problémáját, a sorozat cukorbeteg szereplője, Scott Malkinson említésre sem kerül benne.

## Fordítás
- Ez a szócikk részben vagy egészben  a   South Park: The End of Obesity című angol Wikipédia-szócikk ezen változatának fordításán alapul.  Az eredeti cikk szerkesztőit annak laptörténete sorolja fel. Ez a jelzés csupán a megfogalmazás eredetét és a szerzői jogokat jelzi, nem szolgál a cikkben szereplő információk forrásmegjelöléseként.